# Штефан Ладіслаус Ендліхер
Штефан Ладіслаус Ендліхер (нім. Stephan Ladislaus Endlicher; 24 червня 1804, Пресбург, — 28 березня 1849, Відень) — австрійський ботанік, сходознавець та нумізмат.

## Біографія
Штефан Ендліхер вивчав богослов'я у католицькій семінарії у Відні, отримав духовний сан, який незабаром склав, та у 1828 році вступив на службу у віденську придворну бібліотеку.
Вивчав ботаніку та філологію. У 1836 році отримав місце хранителя віденського кабінету природничої історії, а у 1840 році — професора ботаніки Віденського університету та директора ботанічного саду.
Брав участь у заснуванні Австрійської академії наук та у подіях 1848 року.
Втратив свій маєток, влаштовуючи на свої кошти ботанічний музей і сад та видаючи «Annalen der Wiener Museum» та інші дорогі твори і т. д.; свій гербарій і бібліотеку, оцінені в 24 000 талерів, подарував державі.
Чи було причиною його смерті самогубство, достеменно невідомо.
Ендліхер був видатним систематиком і створив одну з найкращих для свого часу природну систему рослин («Genera plantarum secundum ordines naturalis disposita», Відень, 1836—1840; «Enchiridion botanicum», Лейпциг, 1841). Хоча його система, яка є удосконаленням природних систем Жюссьє та Декандоля та в якій були прийняті до уваги анатомічні ознаки (будова стебла), на сьогодні й застаріла, але його точні описи родин та родів до цього часу мають велике значення.

## Визнання
Рід рослин Endlicheria Nees, nom. cons., родини Лаврові був названий у 1833 році на честь Ендліхера.

## Важливіші праці
Разом з Марциусом Ендліхер розпочав величезну працю «Flora brasiliensis».
Інші ботанічні праці Ендліхера:
- «Flora Posomensis» (Пресбург, 1830) (лат.)
- «Prodromus florae Norfolkiae» (Відень, 1833) (лат.)
- «Atacta botanica» (Відень, 1833) (лат.)
- «Grundzüge einer neuen Theorie d. Pflanzenzeugang» (Відень, 1838) (нім.)
- «Iconographia generum Plantanun» (Відень, 1838) (лат.)
- «Grundzüge d. Botanik» (у співавторстві із Унгером, Відень, 1843) (нім.)
- «Synopsis coniferarum» (Санкт-Галлен, 1847) (лат.)

Також Ендліхер написав цінну китайську граматику: «Anfangsgrundzüge der chinesischen Grammatik» (Відень, 1845) (нім.) та інші твори з філології та сходознавства, наприклад:
- «Analecta grammatica» (Відень, 1830) (лат.)
- «Atlas von China nach Aufnahme der Jesuitenmissionäre» (Відень, 1846) (нім.)
- «Die Bruchstücke einer altdeutschen Uebersetzung des Matthäus Ewangelium» (1834) (нім.).